# Alberto Goldman
Alberto Goldman (São Paulo, 1934. október 12. – São Paulo, 2019. szeptember 1.) lengyelországi zsidó származású brazil mérnök és politikus. Lengyelországi zsidó szülők gyermekeként született Brazíliában. Kezdetekben a kommunista párt tagja volt. 2006-tól volt São Paulo állam alkormányzója, majd 2010-től egy éven át José Serra örökébe lépett a kormányzói poszton, majd Geraldo Alckmin váltotta.